# Viscum birmanicum
Viscum birmanicum är en sandelträdsväxtart som beskrevs av Gandoger. Viscum birmanicum ingår i släktet mistlar, och familjen sandelträdsväxter. Inga underarter finns listade i Catalogue of Life.